# 和田英夫
和田 英夫（わだ ひでお、1918年7月4日 - 2001年3月10日、82歳没）は、日本の法学者。専攻は、憲法・行政法。
第3代駿河台大学学長、明治大学名誉教授、駿河台大学名誉教授。

## 人物・来歴
1918年に山形県西村山郡河北町で生まれる。旧制寒河江中学校（現：山形県立寒河江高等学校）を経て、東京帝国大学（現：東京大学）法学部政治学科を卒業。
1946年に北海道大学農学部副手、1948年講師、1950年北海道大学法文学部助教授、1954年から明治大学教授を務める。1989年に、設立準備委員として参画していた駿河台大学法学部教授となった。同大学では法学部長、1991年比較法研究所初代所長、法学研究科長を歴任した後、1994年に第3代学長となる（在任 : 1994年-1999年）。東京都人事委員会委員、日本学術会議会員も務めた。
戦後の日本の憲法・行政法の牽引的な学者の一人とされ、日本公法学会理事などを歴任した。1959年に論文『行政法学の基礎構造』で法学博士（明治大学）を取得した。門下に吉田善明、瀬戸山登一ら。

## 著書
- 『現代と政黨』（北海青年社, 1948年）
- 『憲法講義ノート』（三和書房 1953年）
- 『地方行政の構造 北海道行政の分析を中心として』（三和書房 1954年）
- 『憲法』（三和書房 1955年）
- 『行政法ノート』（三和書房 1955）
- 『憲法略説』（有信堂選書 1957年）
- 『憲法体系』（弘文堂 1959年/勁草書房　1967年）
- 『地方自治の理論と動態』（弘文堂 1960年）
- 『憲法の現代的断面』（評論社 1961年）
- 『例解行政法』（青林書院 1961年）
- 『行政法講義　総論編』（三和書房 1963年）
- 『行政法読本』（井上書房, 1963年）
- 『国境と壁 欧米短信』井上書房　1963
- 『演習憲法』（法学書院, 1966年）
- 『学習憲法』（評論社 1966）
- 『行政法』（日本評論社, 1968年）
- 『憲法政治の動態』（日本評論社, 1969年）
- 『憲法の基礎』（有信堂 1969年）
- 『国境と壁』（井上書房 1969年）
- 『憲法の基礎』有信堂　1969
- 『最高裁判所論　序説的研究』（日本評論社 1971年）
- 『地方自治の変貌と視点　その危機と再生への方途』（全国自治研修協会 1971年）
- 『現代日本の憲法状況　憲法二五講』（法学書院 1974年）
- 『憲法と最高裁判所』（学陽書房 1975年）
- 『公法原論　現代法学講義(6)』（評論社 1975年）
- 『国家権力と人権』（三省堂, 1979年）
- 『大陸型違憲審査制』（有斐閣 1979年）
- 『行政法講義』（学陽書房 1982-83年）
- 『行政法の視点と論点　行政法特別講義』（良書普及会 1983年）
- 『行政委員会と行政争訟制度』（弘文堂 1985年）
- 『公平審査制度論』（良書普及会 1985年）
- 『学窓の内と外』（日本評論社 1988年）
- 『ダイシーとデュギー』（勁草書房 1994年）
- 『菩提樹』（評論社 1998年）

## 共編著
- 『農地制度改革について』（金田弘夫共著 玄文社 1948年）
- 『法律の眼』編著　井上書房 1959年）
- 『行政法入門』降矢敬義共編著　大村書店　1960
- 『憲法辞典』佐藤功共著　一粒社　1960　法律小辞典全書
- 『法学講義』峯村光郎,高梨公之共編　青林書院新社　1969
- 『行政法講義』上巻全訂　田中館照橘共著　三和書房　1972
- 『現代の司法』高柳信一共編　日本評論社　1972
- 『ケーススタディ憲法 2』編　法学書院　1975
- 『憲法副読本』小林孝輔,星野安三郎共編　文真堂　1975
- 『憲法ゼミナール教材』編　1979　有斐閣ブックス
- 『憲法教室 民主・平和・人権の原点を探る』編　1980　有斐閣選書
- 『行政法ゼミナール教材』編　1981　有斐閣ブックス
- 『憲法100講』編著　学陽書房　1983
- 『憲法(統治・人権)』清水睦共編　一粒社　1989
- 『訴訟制度と司法救済 日米比較司法制度論研究序説』編著　勁草書房　1989
- 『現代憲法の体系』編著　勁草書房　1991

## 翻訳
- バーナード・シュウォーツ『アメリカ行政法』弘文堂　1961

## 記念論集
- 『戦後憲法学の展開 和田英夫教授古稀記念論集』日本評論社　1988
- 『裁判と地方自治 和田英夫先生古稀記念論文集』敬文堂　1989